# Scordonia albofascia
Scordonia albofascia là một loài bướm đêm trong họ Geometridae.